# Редклиф
Редклиф (енгл. Redcliff) је насеље у Зимбабвеу 14 km југозападно од Квеквеа. У Редклифу се налази топионица гвожђа Зискостил (Ziscosteel) која запошљава четвртину становништва.